# Ereuniidae
Ereuniidae è una famiglia di pesci ossei marini appartenenti all'ordine Scorpaeniformes.

## Distribuzione e habitat
Questa famiglia è endemica delle acque profonde dei mari circostanti il Giappone.

## Descrizione
Questi pesci hanno un aspetto vagamente simile a quello dei Triglidae e come questi hanno i 4 raggi inferiori delle pinne pettorali liberi. Le scaglie sono spinose.
La taglia dei membri della famiglia si aggira sui 20–30 cm.

## Specie
- Genere Ereunias
  - Ereunias grallator
- Genere Marukawichthys
  - Marukawichthys ambulator
  - Marukawichthys pacificus[2]